# Старая сказка
«Старая сказка» — поэма украинской поэтессы Леси Украинки. Написана в 1893 году.
Сюжет повествует о поэте, вдохновлявшем рыцаря Бертольдо на подвиги и славу, но заточённом им в темницу, где он и погиб в забвении.

## История написания
Чистовик автографа поэмы содержит дату и место написания — «Киев, 12.11.93», а также правки и замечания на полях, сделанные Оленой Пчилкой, которые Леся Украинка учла при подготовке текста к печати, вычеркнув все фрагменты описания физической боли, способные напомнить о её собственной болезни — туберкулёзе костей.
Поэма впервые была опубликована в журнале «Житє і слово».

## Сюжет
В одной стране жил талантливый Поэт. Его песни разлетались по всему свету, служили и советом, и утешением. Однажды Поэт лежал в роще прямо на тропинке. Ловчий отряд за целый день ничего не добыл, и рыцарь возвращался один. Увидев Поэта, он усмехнулся, мол, тот, должно быть, ждёт подаяния. Поэт же ответил, что обладает куда большим богатством — полем, небом, синим морем и своими мыслями, которые свободно странствуют по свету. Граф лишь рассмеялся и заявил, что отдал бы весь этот причудливый, загадочный мир за настоящее графство и замок.
Как-то раз рыцарь Бертольдо приехал к Поэту с просьбой помочь ему завоевать сердце прекрасной донны Изидоры. Поэт написал серенаду, рыцарь спел её, добился благосклонности девушки и женился на ней. На свадьбе было множество гостей, но о Поэте забыли.
Шло время. Король отправил войско под командованием Бертольдо на войну. Сначала ему сопутствовала удача, но вскоре рыцари устали, начали роптать и не могли взять вражеское царство. Они начали упрекать графа, даже взялись за оружие. Тогда выступили певцы и исполнили песню о трусах. Войско устыдилось, бросилось в атаку и одержало победу. Бертольдо вернулся с триумфом и богатством, но тут же забыл о награде Поэту, который сочинил те вдохновляющие песни.
Прошло много лет. Бертольдо жил счастливо с женой, был справедливым и добрым господином. Однако роскошная жизнь требовала денег, и он начал вводить всевозможные пошлины, барщину, налоги. Люди жили словно в аду. Однажды граф услышал, что по городу ходят певцы и призывают к неповиновению. Он понял: за этими бунтарскими мыслями стоит его давний знакомый — Поэт, и послал к нему слуг. Поэт ответил, что не намерен надевать золотые оковы на свободные руки. Тогда граф приказал бросить Поэта в темницу, где тот и погиб.